# Sijarango I
Sijarango I is een bestuurslaag in het regentschap Humbang Hasundutan van de provincie Noord-Sumatra, Indonesië. Sijarango I telt 799 inwoners (volkstelling 2010).